# Блог-платформа
Блог-платформа (блогохостинг, блог-служба) — «коммунальный» сервис, предоставляющий пользователю «под ключ» движок и позволяющий вести блог, дневник без необходимости самостоятельно заниматься обслуживанием и программированием движка. Пользователю достаточно получить навыки работы с веб-сервисами, что гораздо легче. Обратная сторона такого удобства — невозможность полноценной настройки блога, за исключением шаблонов, определяющих его дизайн. Как следствие, пользователь ограничен в свободе самовыражения, что обычно прямо прописано в правилах предоставления сервиса (англ. TOS, Terms Of Service) и зачастую контролируется «конфликтной командой» (англ. AT, Abuse Team) владельца блог-платформы.
В течение последних двух лет сильно возросла популярность фотоблогов. Современные молодые фотографы сейчас предпочитают не создавать собственных сайтов, а публиковать новые работы в блогах, так как блоги считаются[кем?] серьёзной альтернативой СМИ.

## Разновидности блог-платформ
В зависимости от уровня предоставляемого сервиса блог-платформы можно условно разделить на три группы:
- профессиональные: пользователю предоставляется индивидуальный движок блога, собранный (включая необходимые плагины) и настроенный согласно запросам пользователя. Доступа к коду движка пользователь, как правило, не имеет. Кроме того, предоставляется хостинг для файлов и ограниченная возможность запуска своих скриптов (или их подключения из готового перечня).
- полупрофессиональные: пользователю предоставляется возможность аренды движка (нередко возможен выбор одного из нескольких движков). Возможностей индивидуальной настройки нет. Для хранения файлов предоставляется хостинг.
- массовые: пользователю предоставляется учётная запись и аренда ресурсов сервера. Прямого доступа к данным у пользователя нет, он может использовать только штатные средства движка.

Профессиональные и полупрофессиональные блог-платформы обычно платные, поскольку используют модель предоставления хостинга, адаптированного для ведения блога, плюс аренда приложения и обслуживание. Массовые блог-платформы редко бывают платными, поскольку предоставляют, по сути, не хостинг, а массовый веб-сервис. Из-за этого в профессиональных блог-платформах социальных связей между пользователями меньше, но они более таргетированные (целевые).

## CMS для блог-платформ
В классификации CMS принято деление по их основной функции — по типу контента. Чаще всего встречаются такие типы, как порталы, блоги, интернет-магазины, каталоги и т.д. Также есть универсальные системы, которые благодаря модульной структуре можно настроить под любой тип контента.
CMS делятся на открытые (свободные) и проприетарные. Свободные CMS находятся в свободном доступе и являются бесплатными. Проприетарные CMS необходимо приобретать, и их стоимость может составлять от 100 до 10 000 долларов.
Среди свободных CMS существуют несколько программ, которые написаны специально для создания блогов. Обычно их называют «движки» для блогов.